# Thank You (középlemez)
A Thank You Jamala középlemeze, 2014. október 1-jén adták ki a Moon Records Ukraine által. Magába foglalja a Заплуталась kislemezt.

## Kislemez
A Заплуталась 2014. szeptember 25-én jelent meg, egyedüli kislemezként az albumról.

## Számlista
| Standard edition | Standard edition                              | Standard edition | Standard edition | Standard edition | Standard edition | Standard edition | Standard edition | Standard edition | Standard edition |
| #                | Cím                                           | Hossz            |                  |                  |                  |                  |                  |                  |                  |
| ---------------- | --------------------------------------------- | ---------------- | ---------------- | ---------------- | ---------------- | ---------------- | ---------------- | ---------------- | ---------------- |
| 1.               | Заплуталась (Confused) (Ukrainian)            | 5:10             |                  |                  |                  |                  |                  |                  |                  |
| 2.               | My Lover                                      | 3:38             |                  |                  |                  |                  |                  |                  |                  |
| 3.               | Watch Over Me                                 | 5:47             |                  |                  |                  |                  |                  |                  |                  |
| 4.               | Perfect Man                                   | 3:45             |                  |                  |                  |                  |                  |                  |                  |
| 5.               | Песня о дружбе (Song of Friendship) (Russian) | 5:10             |                  |                  |                  |                  |                  |                  |                  |
| 6.               | Thank You                                     | 3:22             |                  |                  |                  |                  |                  |                  |                  |
| 26:52            |                                               |                  |                  |                  |                  |                  |                  |                  |                  |

## Kiadás
| Ország  | Dátum            | Kiadó                | Formátum         |
| ------- | ---------------- | -------------------- | ---------------- |
| Ukrajna | 2014. október 1. | Moon Records Ukraine | Zeneletöltés, CD |

## Fordítás
- Ez a szócikk részben vagy egészben  a   Thank You (EP) című angol Wikipédia-szócikk fordításán alapul.  Az eredeti cikk szerkesztőit annak laptörténete sorolja fel. Ez a jelzés csupán a megfogalmazás eredetét és a szerzői jogokat jelzi, nem szolgál a cikkben szereplő információk forrásmegjelöléseként.